# Fell (Comic)
Fell ist eine von Warren Ellis geschriebene und Ben Templesmith gezeichnete Comicserie. Sie erscheint seit September 2005 bei Image Comics.
Fell ist ein Experiment – durch 9 Panels pro Seite gelingt es ihm mehr Geschichte auf weniger Seiten zu erzählen. Jede Ausgabe besteht aus einer in sich abgeschlossenen Geschichte und einem Anhang, der „Backmatter“, der Hintergrundinformationen, Antworten auf Leserpost und Ideen zu Geschichten, die nach Ellis’ Aussage oft im Kern auf einer wahren Begebenheit basieren, enthält. Die Serie erhielt 2 Nominierungen für die Eisner Awards 2006 (Beste neue Serie und Bester fortlaufender Comic), ging aber bei der Vergabe leer aus.

## Handlungsüberblick
Die Geschichten handeln vom Leben des Polizisten Richard Fell, der in die Stadt Snowtown versetzt wurde. Die Gründe für seine Versetzung bleiben zunächst unbekannt. Das Stadtbild von Snowtown ist von Kriminalität und Armut geprägt und bietet eine sehr düstere Handlungskulisse. Die Bewohner stehen dem Protagonisten in der Regel feindselig oder verzweifelt gegenüber. Fells Behörde ist hoffnungslos unterbesetzt: Es gibt nur „dreieinhalb Beamte“ (einer ist gehbehindert) für den ganzen Bezirk (Fell #1). Trotz der desolaten Zustände ist Fell entschlossen das Verbrechen in der Stadt zu bekämpfen.

## Charaktere
- Richard Fell – Der Kriminalpolizist wurde aus Gründen, die er nicht preisgeben will (Fell #6), nach Snowtown versetzt. Seine Fähigkeit Leute zu analysieren ist bemerkenswert. Laut Ellis basieren Fells Methoden auf Neuro-Linguistischem Programmieren, worauf in späteren Ausgaben der Serie näher eingegangen werden soll (Fell #1).
- Lieutenant Beard – Der Lieutenant ist Fells Vorgesetzter und Leiter der Polizeiwache von Snowtown. Beard kann den Problemen Snowtowns nicht mehr als Zynismus und Hoffnungslosigkeit entgegenbringen, weshalb es ihm auch egal ist, wie Fell seine Arbeit macht (Fell #1).
- Mayko – Die Barbesitzerin Vietnamesischer Herkunft ist eine von Fells ersten Bekanntschaften in Snowtown (Fell #1). In ihrer Bar, die Fell oft besucht, erzählt sie ihm von Snowtown und den Bewohnern der Stadt. Im Verlauf der Serie freunden sich beide an.
- Bob Owlsley – Der gehbehinderte Polizist ist einer von Fells wenigen Kollegen. Owlsley wäre schon pensioniert, arbeitet aber auf Grund der schlechten Personalsituation der Polizei als Berater weiter (Fell #5).
- Roy Bromwich – Bromswich, der letzte der vier Polizisten in Snowtown und Owlsleys Partner, ist gut, wenn es um Details geht, aber bei Verhören weniger (Fell #5).
- Die Nonne – Diese übergewichtige Nonne, die stets eine Richard Nixon Maske trägt, tritt in einigen Ausgaben marginal auf. Ihre Bedeutung ist bislang unbekannt, jedoch wird ihr Verhalten im Verlauf der Handlung zunehmend verdächtig. Man sieht sie zum Beispiel beim Kauf einer Pistole (Fell #3), wie sie eine Prostituierte gegen Bezahlung mitnimmt (Fell #4) und beim Ausrauben eins Bettlers (Fell #6).